# 金雄鎮
金 雄鎮（キム・ウンジン、朝鮮語: 김웅진/金雄鎭、1905年10月11日または1906年 - 没年不詳）は、大韓民国の実業家、政治家。制憲・第2代韓国国会議員。本貫は羅州金氏。

## 経歴
京畿道華城郡安龍面安寧里（現・華城市）出身。中東中学校、水原高等農林学校卒。その後は安寧水利組合技師、安岳クム農場技師、合名会社クム農場専務理事、開拓組合長を歴任し、解放後は米軍政庁農林部技師、東海土建株式会社社長、朝鮮民族青年団団員、大韓独立青年団水原地区顧問などを務めた。1948年の初代総選挙では水原郡選挙区から無所属で国会議員に初当選し、同年8月5日に反民族行為特別調査委員会の検察官に選任され、1949年7月に辞任した。1950年の第2代総選挙では華城郡選挙区から大韓国民党の候補として再び当選したが、朝鮮戦争中の1950年9月10日11時頃、ソウル特別市にいたところ北朝鮮に拉致された。1956年までは収容所に監禁されていたとされるが、1956年7月からは在北平和統一促進協議会中央委員を務めた。1959年5月ごろに咸鏡北道茂山に移住し、軟禁生活を送ったとされるが、以後消息不明。